# 土庫溪
土庫溪位於臺中盆地，屬於烏溪水系，為舊旱溪的支流，流域分佈於臺中市烏日區、臺中市中心及臺中市潭子區，因流經土庫聚落（今西區土庫里）而得名。
土庫溪發源於葫蘆墩圳系統的「牛稠分線」（龍圳溝），源頭位於台中市潭子區栗林里祥和新莊社區東南側之四張犂支線與牛稠分線分流處。牛稠分線於分流後大致向南南西流至頭家里（頭家厝）西側與北屯區交界處，改稱土庫溪。
土庫溪中游原本介於麻園頭溪與梅川之間，並且於南屯路一段、二段交界處南方納入麻園頭溪。經過多次河川整治後，原上游河段流經尾張地區與陝西路後，已經改道沿文心路三段及華美街二段，於華美西街二段與文心路三段交會處注入麻園頭溪，變成麻園頭溪的支流，其他原本中游河道或已消失、或因加蓋而變成地下排水箱涵及草悟道（含經國綠園道及美術園道）。原土庫溪中游的地下排水箱涵出口，在新田心橋（南屯路一段、二段）南側與麻園頭溪會合，以下河道仍舊稱為「土庫溪」。土庫溪續向南轉西南流至台中市烏日區交界處，再匯入支流楓樹腳溪（即南屯溪）。之後，隨後南流進入烏日區而注入舊旱溪。
但由於整治後的麻園頭溪河面寬、流量大，而土庫溪中游消失，因此亦有將合流後的土庫溪下游河段，均泛稱之為麻園頭溪者。
土庫溪下游流經臺中市環中路五段後，沿岸景觀開始出現紊亂，而且工廠林立，完全不同於中游市區河段。

## 水系主要河川
- 土庫溪：臺中市烏日區、臺中市中心、臺中市潭子區
  - 麻園頭溪：臺中市中心、臺中市潭子區
  - 楓樹腳溪：臺中市中心、臺中市烏日區